# Jo Ellen Pellman
Jo Ellen Pellman est une actrice américaine née le 29 octobre 1996, à Cincinnati, dans l'Ohio aux États-Unis. Elle est révélée au grand public en 2020 grâce au film The Prom, une production Netflix.

## Biographie
Jo Ellen Pellman est née le 29 octobre 1996, à Cincinnati, dans l'Ohio, États-Unis. Sa mère l'a élevé seule. Ouvertement lesbienne, elle indique n'avoir jamais été harcelée pendant son parcours scolaire, contrairement à son personnage dans The Prom. Elle a ainsi participé à plusieurs activités telles que la chorale, le ballet ou encore le théâtre. D'après elle, elle a pu vivre libre et être acceptée grâce à l'université du Michigan, inclusive et tolérante. Elle a aussi été pleinement et immédiatement acceptée par sa mère quand elle a fait son coming out queer au lycée, sa mère s'identifiant elle-même comme lesbienne.

## Carrière
En 2018, Pellman fait une apparition dans Albertino produit par Comedy Central, The Deuce de HBO, puis dans l'épisode 5 de la saison 3 de Mme Maisel, femme fabuleuse de Amazon Prime.
Pellman est engagée par Ryan Murphy pour interpréter Emma Nolan dans la comédie musicale de Netflix, The Prom. Après avoir fait passer des castings dans tout le pays, Murphy affirme que « La façon dont elle évoque le fait d'être une femme queer et d'avoir une mère lesbienne célibataire est vraiment émouvante. Je me souviens qu'elle est entrée et je me suis dis « Merci dieu, on a terminé. On a trouvé notre femme ». ». Pellman tient alors son premir rôle au cinéma, ce qui la révèle au grand public. Le film en scène Emma Nolan, une ado LGBT devant se battre pour avoir droit à son bal de promo comme les autres, faisant face à la réticence dont fait preuve son lycée quant à son orientation sexuelle.
En décembre 2020, Jo Emma Pellman et sa partenaire dans le film The Prom, Ariana DeBose, ont lancé la campagne The Unruly Hearts Initiative. Cette dernière a pour objectif d'aider les jeunes à prendre contact avec des organisations et des œuvres de charité qui se battent pour la communauté LGBTQ+.

## Filmographie

### Films et télévision
- 2020 : The Prom de Ryan Murphy : Emma Nolan
- 2019 : Mme Maisel, femme fabuleuse : Fille #2
- 2019 : The Deuce : Bree
- 2019 : The University : Mary Brandt
- 2019 : Alternatino with Arturo Castro

## Awards et nominations
| Année |                               | Catégorie  | Film     | Résultat | Ref.  |
| ----- | ----------------------------- | ---------- | -------- | -------- | ----- |
| 2020  | Hollywood Critics Association | Révélation | The Prom | Remporté | [ 5 ] |